# Praga 10
Praga 10 es a la vez un distrito municipal y administrativo en Praga, República Checa, con más de 100 000 habitatntes.

## Área de Praga 10
- Vršovice
- parte importante de Strašnice (excepto el bloque con Tesla Strašnice y parte de la carga estación Žižkov, que entran en la ciudad de Praga 3)
- parte de Vinohrady (al sur y al este de la calle Slovenská, U vodárny, Korunní, Šrobárova, U vinohradského hřbitova un Vinohradská)
- parte de Malešice
- parte de Záběhlice
- parte de Michle (Bohdalec y la mayor parte de la Slatiny liquidación)
- pequeña parte de Žižkov

- Datos: Q2444921
- Multimedia: Prague 10 / Q2444921